# Małgorzata Suświłło
Małgorzata Suświłło (ur. 19 czerwca 1955 w Pasłęku) – polska pedagog, nauczyciel akademicki, doktor habilitowany nauk humanistycznych, profesor nadzwyczajny Uniwersytetu Warmińsko-Mazurskiego w Olsztynie oraz dziekan Wydziału Nauk Społecznych UWM.

## Życiorys
Ukończyła w 1982 studia z zakresu wychowania przedszkolnego w Wyższej Szkole Pedagogicznej w Olsztynie. Doktoryzowała się w 1991 w Instytucie Badań Edukacyjnych na podstawie pracy pt. Wychowanie muzyczne w procesie adaptacji dziecka w przedszkolu. W 2003 uzyskała stopień naukowy doktora habilitowanego nauk humanistycznych w zakresie pedagogiki na Wydziale Pedagogicznym Uniwersytetu Warszawskiego w oparciu o rozprawę zatytułowaną Psychopedagogiczne uwarunkowania wczesnej edukacji muzycznej. Specjalizuje się w zakresie edukacji zintegrowanej i pedagogiki przedszkolnej.
Początkowo pracowała jako przedszkolanka (1975–1982). W 1982 została asystentem w Zakładzie Dydaktyki olsztyńskiej WSP. Od 1999 związana zawodowo z Uniwersytetem Warmińsko-Mazurskim, początkowo jako adiunkt, następnie profesor nadzwyczajny. Obejmowała funkcje kierownika Zakładu Wczesnej Edukacji i następnie Katedry Wczesnej Edukacji. Od 1995 do 1999 była prodziekanem ds. studenckich na Wydziale Pedagogiki i Wychowania Artystycznego WSP, a w latach 2005–2012 prodziekanem Wydziału Nauk Społecznych (pierwotnie Wydziału Nauk Społecznych i Sztuki) UWM – do 2008 ds. studiów stacjonarnych, następnie ds. nauki. W 2012 powołana na dziekana WNS UWM. W 2016 nie uzyskała reelekcji, nowym dziekanem został Sławomir Przybyliński. Jako wykładowca pracowała również m.in. w Wyższej Szkole Bezpieczeństwa w Poznaniu oraz Pomorskiej Wyższej Szkole Nauk Stosowanych w Gdyni.
W 2015 bez powodzenia kandydowała do Sejmu z listy Prawa i Sprawiedliwości. Została przewodniczącą (po Selimie Chazbijewiczu) Akademickiego Klubu Obywatelskiego im. Prezydenta Lecha Kaczyńskiego w Olsztynie.
Weszła w skład komitetu wspierającego kandydaturę Karola Nawrockiego na prezydenta RP w wyborach w 2025.

## Odznaczenia
Odznaczona Złotym Krzyżem Zasługi (2012) oraz Krzyżem Kawalerskim Orderu Odrodzenia Polski (2019).